# NGC 4816
NGC 4816 (другие обозначения — UGC 8057, MCG 5-31-10, ZWG 160.21, PGC 44114) — галактика в созвездии Волосы Вероники.
С точки зрения кинематики, NGC 4816 — пекулярная галактика: её ядро диаметром 2,7 килопарсека вращается в противоположную сторону. Металличность в ядре этой галактики на 77% превышает солнечную, а к периферии снижается до значений, сравнимых с солнечным. Центральная часть диска содержит старое звёздное население возрастом 8—12 миллиардов лет, а отношение содержания магния к железу значительно (более чем втрое) превышает таковое у Солнца. Такие свойства указывают на то, что центральный диск сформировался в результате крупного слияния галактик.
Эта галактика — ярчайшая в своей группе, включающей её и ещё 16 галактик, которая находится в 49 минутах дуги к западу от скопления Волос Вероники. Система шаровых звёздных скоплений в этой галактике прослеживается вплоть до расстояния в 500 килопарсек от центра галактики, а эффективный радиус этой системы составляет 124 кпк, в то время как эффективный радиус самой галактики составляет 11,6 кпк.
Этот объект входит в число перечисленных в оригинальной редакции «Нового общего каталога».